# 3e régiment d'infanterie légère
Pour les articles homonymes, voir 3e régiment.
Le 3e régiment d'infanterie légère (3e léger) est un régiment d'infanterie légère de l'armée française créé sous la Révolution à partir du bataillon de chasseurs royaux Corses, un régiment français d'Ancien Régime lui-même issu du régiment Royal-Corse créé en 1739.

En 1854, il est transformé et prend le nom de 78e régiment d'infanterie.

## Création et différentes dénominations
- 26 avril 1788 : Formation des Chasseurs Royaux Corses à partir du 1er bataillon du régiment Royal-Corse
- 1791 : renommé 3e bataillon de chasseurs.
- 21 mars 1794 : devient la 3e demi-brigade légère de première formation
- 5 mars 1796 : transformé en 3e demi-brigade légère de deuxième formation
- 1803 : renommée 3e régiment d'infanterie légère.
- 12 mai 1814 : pendant la Première Restauration le régiment prend la dénomination de régiment léger du Dauphin
- 20 avril 1815 : pendant les Cent-Jours il reprend le nom de 3e régiment d'infanterie légère
- 16 juillet 1815 : comme l'ensemble de l'armée napoléonienne, il est licencié à la Seconde Restauration.
- 11 août 1815 : création de la légion des Hautes-Alpes.
- 1820 : renommée 3e régiment d'infanterie légère.
- En 1854, l'infanterie légère est transformée, et ses régiments sont convertis en unités d'infanterie de ligne, prenant les numéros de 76 à 100. Le 3e régiment d'infanterie légère prend le nom de 78e régiment d'infanterie de ligne.

## Chefs de corps du3eléger
- 1848 : Jean-Jacques Alexis Uhrich

## Historique des garnisons, combats et batailles du3eléger
- 1792 : Armée d'Italie

- 1830 : Une ordonnance du 6 septembre créé le 3e bataillon du 3e léger[1]

En juin 1832, il participe à la répression de l'insurrection républicaine à Paris
- En 1855, l'infanterie légère est transformée, et ses régiments sont convertis en unités d'infanterie de ligne, prenant les numéros de 76 à 100. Le 3e prend le nom de 78e régiment d’infanterie de ligne.

## Personnalités ayant servi au3eléger
- Charles Lowenski Fisson Jaubert d'Aubry de Puymorin (1832-1910) alors sous lieutenant
- François Certain de Canrobert (1809-1895), colonel du régiment de fin 1847 au 3 mars 1848.

## Sources et bibliographie
- Histoire de l'armée et de tous les régiments volume 4 par Adrien Pascal
- Nos 144 Régiments de Ligne par  Émile Ferdinand Mugnot de Lyden
- Les liens externes cités ci-dessous
- Historique résumé du 78e régiment d'infanterie (et du 3e régiment d'infanterie légère)